# 救急処置
救急処置（きゅうきゅうしょち）とは、傷病者を救助し、医師または救急隊員に引き継ぐまでの救命処置及び応急手当をいう。
なお、救命手当とは一般市民の行う救急蘇生法のことであり、心肺蘇生法および止血、近年では自動体外式除細動器（AED）の使用も含まれる。
また、応急手当とは救急蘇生法を除いた、一般市民の行う手当てであり、主に骨折、脱臼、捻挫、熱傷などの処置を指す。

## 一般市民による救急処置

### 救急処置が直ちに必要な例
緊急度の高い順から
- 心停止
- 呼吸停止

これらに対しては救急車や医師の到着を待たず直ちに心肺蘇生法を行わなければならない。
- 意識障害
- 大量の出血
- 範囲が広い、程度が強い熱傷
- 中毒

これらに対しては直ちに救急車を呼び、もし受傷・発症機転を目撃していればそれを救急隊員・医師に証言することが望まれる。
なお、いくつかの傷病が合併して起こっている場合、緊急度の高いものから手当てをしなければならない。

### 注意点
- 救急処置はあくまでも医師等への引継ぎを目的としているため、救命手当、応急手当にとどめ、必ず医師の診察を受けさせる。
- 死亡の診断は医師がその資格において行う
- 原則として医薬品等（市販の軟膏、アロエ果汁等）を使用してはならない。ただし、急病などの場合、本人が医師から処方された医薬品は使用してよい場合がある（例：ニトログリセリン。他人にたいして処方された薬は絶対に使用しないこと）
- 救助者自身の安全を確保し、二次事故、二次災害の防止に努める。